# Lenguas katuicas
Las lenguas katuicas forman un grupo de unas quince lenguas austroasiáticas que constituyen una rama de dicha familia, habladas por cerca de 1,3 millones de personas en total. Las etnias que hablan estas lenguas se denominan pueblos katuicos.
Paul Sidwell es uno de los principales especialistas contemporáneos en lenguas katuicas. Este lingüista ha señalado que las lenguas austroasiáticas son tanto más similares a las lenguas katuicas y bahnáricas cuando son geográficamente más cercanas a estos dos grupos, independientemente de la rama de la familia a la que pertenecen, lo cual sugiere que las lenguas katuicas y bahnáricas no comparten ninguna innovación particular, por lo que podrían representar juntas un área de irradiación hacia el resto de pueblos austroasiáticos (excepto los pueblos munda, que constituyen una rama divergente).

## Clasificación
Un punto importante en la clasificación es la propuesta del  SIL de 1966 realizada sobre la base de un análisis lexicoestadístico por los lingüistas David Thomas y Richard Phillips. En esa clasificación se reconocían dos ramas adicionales dentro del mon-jemer tradicional, el katuico y el bahnárico (Sidwell 2009).
Sin embargo, sólo se contó con datos adecuados para la clasificación de las lenguas katuicas tras la apertura de Laos a los investigadores extranjeros durante los años 1990. La clasificación resumida a continuación es la debida a Sidwell (2003). Sidwell (2005) cuestiona la propuesta de Diffloth de una posible rama vieto-katuica, argumentando que la evidencia preentada es ambigua. Otro trabajo de Sidwell (2009) sugiere que el grupo katu podría ser el subgrupo más conservador de la rama katuica, mientras que otras ramas se caracterizarían por presentar innovaciones adicionales que las alejaron del tipo original.
- Subrama katu (Thap):
  - Katu (Bajo katu, Laos)
  - Phuong (Alto katu, Vietnam)
- Subrama kui-bru (katuico occidental):
  - Bru (Laos y Tailandia)
  - Kui (Tailandia)
- Subrama Pacoh (Tareng) (Vietnam y Laos)
- Subrama Ta'oi-Kriang (Laos):
  - Ngeq/Kriang (Khlor/Lor)
  - Ta’oi, Ir

Ethnologue también incluye al kassang, pero Sidwell (2003) la clasifica como una lengua bahnárica. El kuy y el bru, tienen cada uno cerca de medio millón de hablantes, mientras que el subgrupo ta'oi tiene cerca de 200 mil hablantes.

## Descripción lingüística

### Fonología
Sidwell (2005) reconstruye el siguiente inventario consonántico para el proto-katuico:
| *p | *t     | *c | *k | *ʔ |
| *b | *d     | *ɟ | *ɡ |    |
| *ɓ | *ɗ     | *ʄ |    |    |
| *m | *n     | *ɲ | *ŋ |    |
| *w | *l, *r | *j |    |    |
|    | *s     |    |    | *h |
Este inventario es viertualmente idéntico al reconstruido para el proto-mon-jemer (todo el austroasiático excepto la rama munda), incluida la presencia de *ʄ, que se preserva mejor en katuico que en el resto de ramas del austroasiático, y que por tanto Sidwell considera debe formar parte del proto-mon-jemer.

### Comparación léxica
Los numerales comparados de diferentes lenguas katuicas son:
| GLOSA | Central  | Central    | Oriental | Oriental | Occidental   | Occidental | Occidental | PROTO- KATUICO |
| GLOSA | Kataang  | Bajo ta'oi | Pacoh    | Ngeq     | Bru oriental | Sô         | Kui        | PROTO- KATUICO |
| ----- | -------- | ---------- | -------- | -------- | ------------ | ---------- | ---------- | -------------- |
| 1     | muːj     | muːj       | muːj     | məjʔ     | muoi         | mṳəj       | muːj       | *muəi          |
| 2     | baːr     | baːr       | baːr     | baːr     | bar          | baːr       | ʔabiə      | *baːr          |
| 3     | paːj     | pɛː        | pɛː      | pe       | pa̤j          | paj        | ʔpaj       | *pai           |
| 4     | poːn     | pṵan       | pṵan     | puɔn     | põːn         | puːn       | ʔapɔːn     | *puan          |
| 5     | sɤːŋ     | sɤːŋ       | soːŋ     | səːŋ     | sa̤ːŋ         | sɯːŋ       | ʔasʌːŋ     | *soːŋ          |
| 6     | tapat    | tapat      | tupat    | tapăt    | tapoaːt      | tapa̤t      | tapa̤t      | *ta-pa̤t        |
| 7     | tapuːl   | tapoːl     | tupuːl   | tapoʷl   | tapul        | tapṳːl     | tapo̤ːl     | *ta-poːl       |
| 8     | takoal   | takɔːl     | tikɔːl   | takɔl    | takual       | takṳal     | takṳəl     | *ta-koal       |
| 9     | takiəih  | takḭajh    | takḭajh  | takieh   | take̤h        | take̤h      | takɛ̤h      | *ta-kiaih      |
| 10    | ma ʔɲcit | ma ʔɲcit   | muː cit  | macĭt    | muoi ci̤t     | mṳəj ci̤t   | ɲcit       | *(muəi) cit    |